# Lisa Klinga
Elisabet Anelia "Lisa" Klinga, född 5 april 1991, är en svensk fotbollsspelare som spelar för Vittsjö GIK i Damallsvenskan.

## Karriär
Klinga började spela fotboll i Hanvikens SK som sexåring. Som 10-åring gick hon till Tyresö FF. Klinga flyttades som 15-åring upp i A-laget, där hon debuterade i Division 3. Säsongen 2009 var Klinga med när Tyresö blev uppflyttade till Damallsvenskan.
Inför säsongen 2011 gick Klinga till Linköpings FC. I januari 2012 återvände Klinga till Tyresö FF. Säsongen 2013 var hon utlånad till Piteå IF. I maj 2014 spelade Klinga i finalen av Women's Champions League 2013/2014, en match som Tyresö dock förlorade med 4–3 mot tyska VfL Wolfsburg.
I juli 2014 gick Klinga till norska Avaldsnes IL. I december 2014 värvades hon av Vittsjö GIK. I december 2017 förlängde Klinga sitt kontrakt med ett år. I november 2018 förlängde hon sitt kontrakt med två år. I december 2019 förlängde Klinga återigen sitt kontrakt med två år. I december 2021 förlängde hon på nytt sitt kontrakt i Vittsjö GIK med två år. I januari 2024 förlängde Klinga återigen sitt kontrakt med två år.